# 統合輸送ネットワーク

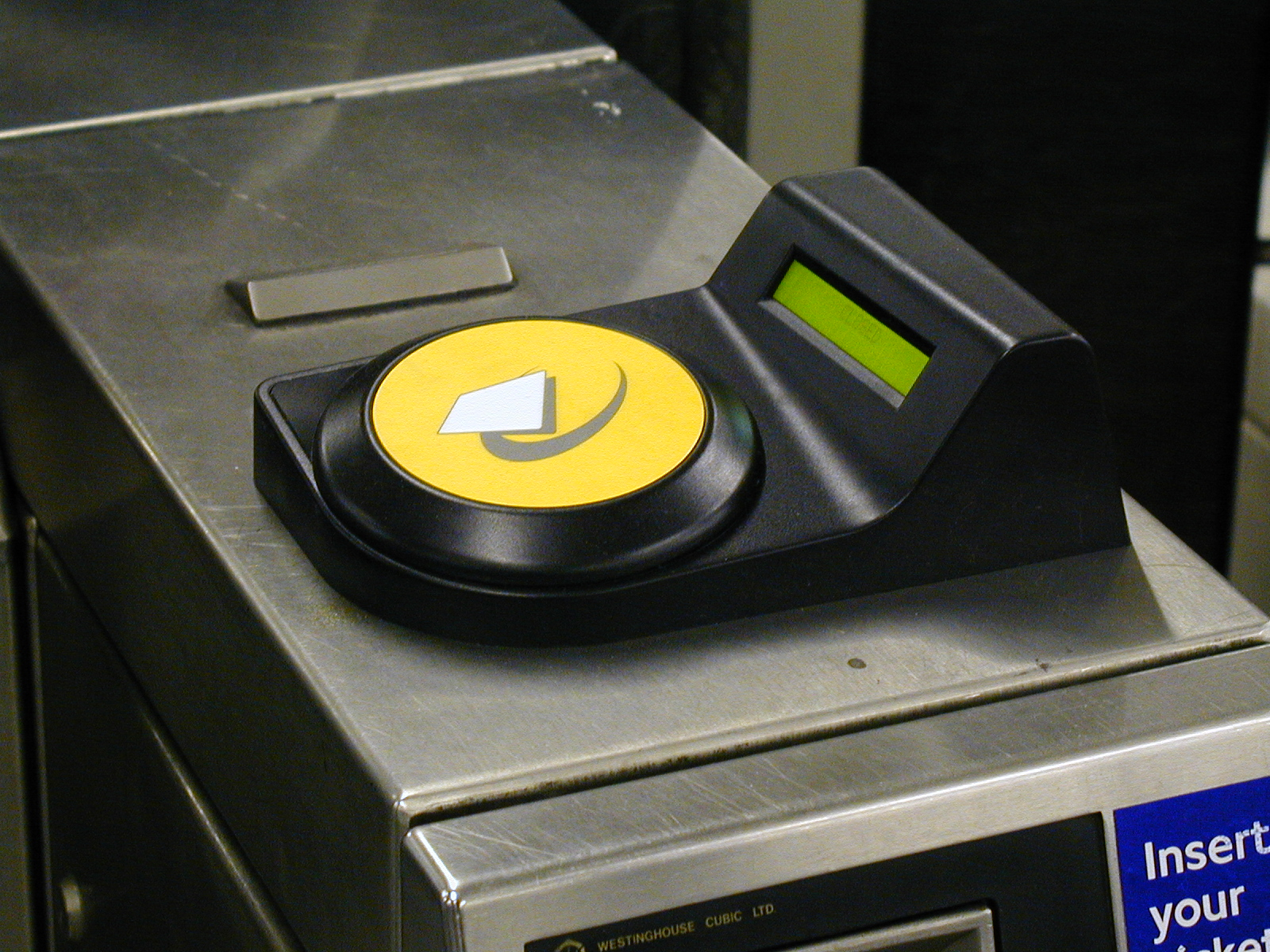
ロンドンのオイスターカードは、統合輸送ネットワークの一例である。

統合交通ネットワーク（とうごうゆそうネットワーク、Integrated transport network）とは、移動者がシームレスかつ迅速に公共交通機関を利用できる交通システムである 。乗り換えが可能な限り少なくなるように旅程が最適化され、待ち時間が最小限になるように運行スケジュールが組まれ、発券などの事務作業は最小限に抑えられる。このコンセプトは、単独の交通手段にも、複数の交通手段の組み合わせにも適用できる。

## 歴史
統合交通ネットワークは、ブラジルのクリチバにある[:en:Rede Integrada de Transporte]が最初である。1979年に開業したRITは、大都市圏の交通ネットワークの複数の側面を一つに統合した最初のシステムの一つであった。
英国では、「統合交通」という概念が、 1997年のトニー・ブレア労働党政権によって初めて公表された。1998年の白書「交通のためのニューディール：すべての人にとってより良いもの」の中で提唱された。この白書は、交通渋滞への懸念の高まりを受け、既存の公共交通システムを改善し、より良く「統合」することで、全体的な渋滞を緩和できると示唆した。

## 計画
様々な輸送手段を含む統合ネットワークを実現するには、すべての機関が効果的に連携する必要がある。機関が分散し、特に相互に直接競合している場合、効果的な共同作業は実現しにくいであろう。

## 移動情報
移動者は、予定している移動に関する情報を入手しなければならない。公共交通機関の場合、利用者はリアルタイムの運行情報にアクセスでき、（利用者の多い地域では）次の列車がすぐに到着するか確認できる必要がある。